# Centre històric de Farena
El Centre històric de Farena és un conjunt de Mont-ral (Alt Camp) protegit com a Bé Cultural d'Interès Local.

## Descripció
Farena és l'agregat més important de Mont-ral. Està situat a 623 m d'altitud, al nord del municipi, al final de la carretera que hi va des de La Riba, en un terreny inclinat al costat del riu Brugent. El poble és format per un agrupament de cases de tipologia rural, en general d'una planta i pis, que s'han anat construint al voltant de l'església, edifici situat al nivell més alt del nucli i a partir del qual les construccions s'esglaonen fins al riu. Es conserva el traçat inicial de la vila closa, i alguns elements del desaparegut castell d'origen medieval. El nucli es troba documentat des del segle xii, període de construcció de l'església romànica de Sant Andreu.

## Història
El 1151 Ponç i Ramon de Cervera van iniciar des de Farena i Rojals la conquesta de Siurana. Tot i que la població de Farena havia estat, en molts casos, superior a la del cap del municipi, en l'actualitat és un nucli amb funció únicament de segona residència.